# Jiří Staca
Jiří Staca, původně George Staca nebo Gheorghe Staca (19. února 1884 Samarina, Osmanská říše – 14. června 1958 Praha) byl rumunsko-český filolog a překladatel arumunského původu, který významně přispěl k poznání rumunštiny v Československu a vývoji rumunsko-československých vztahů v meziválečném období. Pocházel z malé vesnice v dnešní řecké Západní Makedonii.
V letech 1905–1910 vystudoval romanistiku a germanistiku na Filosofické fakultě c. k. české university Karlo-Ferdinandovy v Praze. Věnoval se propagaci rumunské kultury a rumunského jazyka v českých zemích. Vyučoval na vysokých školách v Praze, od roku 1927 byl místopředsedou Československo-rumunského ústavu.
Po první světové válce byl rumunským honorárním konzulem v Praze, ve 30. letech pak generálním konzulem v Praze. Do češtiny překládal rumunská díla.

## Dílo
- Čech mezi Rumuny (rumunsky) (1938)
- Česko-rumunská konverzace (1958) – spoluautor Antonín Křečan
- Rumunsko-český slovník (1961) – spolupracovali Vladimír Hořejší, Ioan Sacareanu, Zdeněk Wittoch